# Ammapettai (Erode)
Ammapettai è una suddivisione dell'India, classificata come town panchayat, di 8.991 abitanti, situata nel distretto di Erode, nello stato federato del Tamil Nadu. In base al numero di abitanti la città rientra nella classe V (da 5.000 a 9.999 persone).

## Geografia fisica
La città è situata a 11° 37' 47 N e 77° 43' 40 E.

## Società

### Evoluzione demografica
Al censimento del 2001 la popolazione di Ammapettai assommava a 8.991 persone, delle quali 4.611 maschi e 4.380 femmine. I bambini di età inferiore o uguale ai sei anni assommavano a 885, dei quali 446 maschi e 439 femmine. Infine, coloro che erano in grado di saper almeno leggere e scrivere erano 4.868, dei quali 2.911 maschi e 1.957 femmine.